# Api (mitologia egizia)

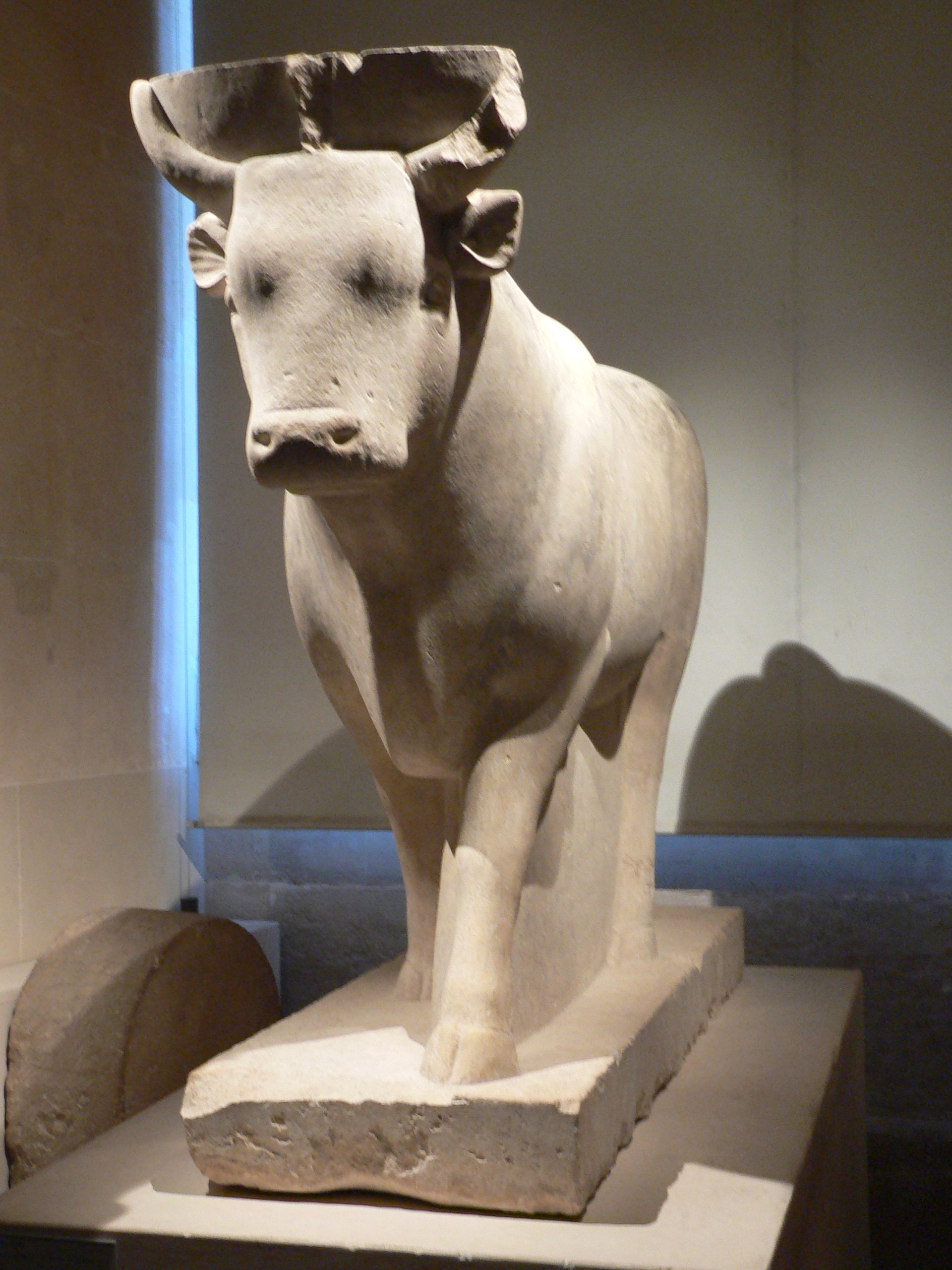
Statua raffigurante il dio Api, Saqqara, Egitto

Api è una divinità egizia appartenente alla religione dell'antico Egitto, adorata a Menfi sotto forma di toro.
| V28 | Aa5 · p | E1 |

Il culto di Api è attestato da Manetone fin dalla II dinastia e alcuni studiosi, anche sulla base della citazione di Claudio Eliano, ritengono che la divinità fosse adorata già dalla I dinastia.
Fin dall'inizio Api fu venerato sotto forma di un toro, nero con macchie bianche, scelto in base a particolari forme delle macchie stesse, considerate segni sacri se raffiguranti una mezzaluna sul fianco e un triangolo bianco sulla fronte.
L'antichità del culto è provata anche dalla presenza di nomi teofori formati con Hep come Khenet-Hep, madre di Djoser.
A Saqqara è stato scoperto un complesso di corridoi sotterranei, detto Serapeum ove sono sepolti, dentro grandi sarcofagi, i tori Api.
Spesso Api è messo in relazione con l'altra divinità menfita, Ptah ed infatti uno degli epiteti più frequenti è:

Api vivente, araldo di Ptah, colui che fa salire la verità fino al dio dal bel viso.